# Viernajauretje
Viernajauretje är en sjö i Storumans kommun i Lappland och ingår i Umeälvens huvudavrinningsområde. Sjön har en area på 0,153 kvadratkilometer och ligger 857 meter över havet. Viernajauretje ligger i Vindelfjällen Natura 2000-område.

## Delavrinningsområde
Viernajauretje ingår i det delavrinningsområde (729241-149725) som SMHI kallar för Ovan None. Medelhöjden är 853 meter över havet och ytan är 3,57 kvadratkilometer. Det finns inga avrinningsområden uppströms utan avrinningsområdet är högsta punkten. Vattendraget som avvattnar avrinningsområdet har biflödesordning 3, vilket innebär att vattnet flödar genom totalt 3 vattendrag innan det når havet efter 382 kilometer. Avrinningsområdet består mestadels av kalfjäll (96 procent). Avrinningsområdet har 0,15 kvadratkilometer vattenytor vilket ger det en sjöprocent på 4,3 procent.